# Homo cepranensis
El hombre de Ceprano (Homo cepranensis) es una especie extinta perteneciente al género Homo, basada en la parte superior de un cráneo descubierto por Italo Biddittu el 13 de marzo de 1994, cerca de la localidad de Campogrande de Ceprano, provincia de Frosinone, Italia. Tras la reconstrucción de los fragmentos encontrados, realizada por el geólogo Aldo Segre y la paleontóloga Eugenia Segre Naldini, se calcula que la capacidad craneana de este espécimen podría ser hasta de 1200 cc, lo que significa un cerebro claramente mayor que el del Homo ergaster y el Homo erectus. Se ha estimado que este fósil data de hace por lo menos entre 800 000 y 350 000 años. 
La adscripción taxonómica de estos restos, inicialmente identificados con Homo erectus, está controvertida, pues así como las diferencias encontradas con las especies conocidas de Homo llevaron a la definición formal de este homínido como especie diferente, Homo cepranensis, otros autores, como el paleoantropólogo Antonio Ascenzi, lo han atribuido a Homo antecessor. La adscripción de los restos de Ceprano a H. antecessor se basa en que comparten algunas características comunes con los del nivel TD6 de la Gran Dolina (yacimiento de la sierra de Atapuerca en el que se descubrió Homo antecessor). Ambos conjuntos de fósiles presentan rasgos intermedios entre las poblaciones de Homo primitivas de África y las más recientes de Homo heidelbergensis de Europa, además de que la datación absoluta y la industria lítica son muy similares.